# Уичерд, Адам
А́дам Уи́черд (англ. Adam Wicheard; род. 23 августа 1985 года, Бат, Англия) — английский профессиональный снукерист, который начал выступать в мэйн-туре в сезоне 2010/11.
Уже в 2006 году Уичерд мог получить статус профессионала, однако вскоре у него была диагностирована межпозвоночная грыжа, и ему пришлось сделать серьёзную операцию. После этого Адам не мог играть в снукер на протяжении 18 месяцев. Когда он полностью выздоровел, то начал выступать в туре PIOS, а после сезона 2009/10 годов, по итогам которого Адам занял первое место в English Pro Ticket Tour Rankings, он получил право перейти в мэйн-тур и стать профессионалом. Из-за плохих результатов на рейтинговых турнирах он занял всего лишь 88-е место в официальном рейтинге на сезон 2011/12 и мог выбыть из тура, но остался благодаря победе на отборочном турнире Q School.